# Diamonds and Pearls (canción)
«Diamonds and Pearls» —en castellano: «Diamantes y perlas»— es una canción de la banda estadounidense de rock progresivo Kansas y fue escrita por Kerry Livgren.  Fue grabada originalmente para el álbum Vinyl Confessions lanzado en 1982 por Kirshner Records.

## Lanzamiento y recepción
En 1982, este tema fue publicado como sencillo para promocionar el disco Vinyl Confessions.  Fue producido por Kansas y Ken Scott. Como pista secundaria se eligió a «Right Away» —traducido del inglés: «Inmediatamente»—, el cual había sido lanzado como sencillo antes de «Diamonds and Pearls».
La canción no tuvo gran recibimiento de la gente y por tanto se quedó fuera de las listas de popularidad del Billboard y la RPM Magazine en Estados Unidos y Canadá respectivamente.

## Lista de canciones
| Lado A |                       |               |          |  |
| N.º    | Título                | Escritor(es)  | Duración |  |
| 1.     | «Diamonds and Pearls» | Kerry Livgren | 4:50     |  |

| Lado B |              |                               |          |  |
| N.º    | Título       | Escritor(es)                  | Duración |  |
| 2.     | «Right Away» | John Elefante / Dino Elefante | 4:06     |  |
| 8:56   |              |                               |          |  |

## Créditos

### Kansas
- John Elefante — voz principal y teclados
- Kerry Livgren — guitarra, teclados y piano
- Robby Steinhardt — violín y coros
- Rich Williams — guitarra
- Dave Hope — bajo
- Phil Ehart — batería

### Músico adicional
- Roger Taylor — coros